# Женская сборная Сингапура по хоккею на траве
Женская сборная Сингапура по хоккею на траве — женская сборная по хоккею на траве, представляющая Сингапур на международной арене. Управляющим органом сборной выступает Ассоциация хоккея на траве Сингапура (англ. Singapore Hockey Association).
Сборная занимает (по состоянию на 1 января 2015) 43-е место в рейтинге Международной федерации хоккея на траве (FIH).

## Результаты выступлений

### Азиатские игры
- 1982 — 5-е место
- 1986 — не участвовали
- 1990 — 6-е место
- 1994 — 6-е место
- 1998—2014 — не участвовали

### Чемпионат Азии
- 1985 — 4-е место
- 1989 — не участвовали
- 1993 — 6-е место
- 1999 — не участвовали
- 2004 — 7-е место
- 2007 — 9-е место
- 2009 — 8-е место
- 2013 — не участвовали

### Мировая лига
- 2012/13 — 38—45-е места (выбыли в 1-м раунде)
- 2014/15 — ?? место (вышли во 2-й раунд, но снялись с участия после 1-го раунда)